# 映え
映え（ばえ）とは、動詞「映（は）える」が連濁化・連用形名詞化した語であり、「見映え（見栄え）の良さ」を意味する俗語。これをさらに動詞化し直した、映える（ばえる）といった形でも使用される。2017年頃から新語・流行語として普及・認知されるようになった。

## 概要
「見映え」「衣装映え」「舞台映え」「写真映え/映像映え」「夕映え」といったように、「○○映え」という表現は以前からあったが、2017年頃に、スマートフォン撮り写真中心のSNSであるインスタグラムにおける写真映えのことが、「インスタ映え」と表現されて流行語として普及・定着し、ツイッターなど他のSNSを含んだ一般的な表現として「SNS映え」といった表現も併用されつつ、それらの短縮表現として「映え（ばえ）」部分が独立して用いられるようになり、更にそれが動詞化されて「映える（ばえる）」といった形でも使用されるようになった。